# Mosconi Cup 2006
Beim Mosconi Cup 2006 handelt es sich um die dreizehnte Auflage eines seit 1994 jährlich stattfindenden 9-Ball-Poolbillardturniers, bei dem ein europäisches Team gegen ein US-amerikanisches Team spielt. 2006 fand er im Cruise Terminal in der Zeit vom 7. bis zum 10. Dezember in Rotterdam in den Niederlanden statt. Das Team USA gewann als Titelverteidiger trotz eines 12:12-Unentschiedens, was den elften Sieg der Amerikaner bedeutete.

## Teilnehmer
Für das Team Europa spielten:
- Johan Ruijsink () (nichtspielender Mannschaftskapitän)
- David Alcaide ()
- Nick van den Berg ()
- Thomas Engert ()
- Mika Immonen ()
- Imran Majid ()
- Ralf Souquet ()

Für das Team USA spielten:
- Johnny Archer (Mannschaftskapitän)
- Mike Davis
- Corey Deuel (als MVP ausgezeichnet.)
- Rodney Morris
- John Schmidt
- Earl Strickland

## Regeln
- Turnierlänge: Gespielt werden maximal 24 Partien; das Team, das zuerst 13 Partien gewinnt, gewinnt das Turnier. Im Falle eines 12:12, bleibt der Cup beim Titelverteidiger.

- Matchlänge: Der Spielmodus in den Mannschaftswettbewerben ist Best of 11, d. h. 6 gewonnene Spiele reichen zum Satzgewinn. Der Spielmodus in den Einzelwettbewerben ist Best of 13, d. h. 7 gewonnene Spiele reichen zum Satzgewinn. In der letzten Session der Einzelwettbewerbe am Sonntagabend wurde dann nur noch Best of 9 gespielt, d. h. 5 gewonnene Spiele reichen zum Satzgewinn.

- Wechselbreak: Der erste Anstoß wird ausgespielt, danach stoßen die Spieler oder Teams abwechselnd an, egal wer gewinnt.

- Wechselstoß: in den Teamwettbewerben rotieren die Spieler nach jeden Stoß zum nächsten Spieler der eigenen Mannschaft. Beim Mannschaftswettbewerb bedeutet das zum Beispiel, dass der anstoßende Spieler, versenkt er eine Kugel beim Anstoß, erst wieder bei der sechsten zu spielenden Kugel an den Tisch kommt.

- Zeitbegrenzung des Stoßes: Jeder Spieler hat 30 Sekunden Zeit zur Ausführung seines Stoßes. Beim ersten Stoß nach dem Anstoß gilt diese Regel jedoch nicht, jeder Spieler hat dann unbegrenzt Zeit, sich die Situation auf dem Tisch in Ruhe anzusehen. In jedem Mannschaftswettbewerb haben die Spieler pro Spiel zweimal die Möglichkeit eine Extension, also eine Verlängerung der Zeit um weitere 30 Sekunden pro Stoß zu verlangen. In den Einzelwettbewerben ist diese Extension nur einmal pro Spiel erlaubt. Aufforderungen an den Schiedsrichter, den Spielball zu reinigen oder ein Hilfsgerät herzureichen, gehen von der Zeit ab.

## Ergebnisse
Der Spielplan sah wie folgt aus:
| Spiel | Datum      | Art    | Spieler Europa                | Ergebnis | Spieler USA                   | Gesamtstand |
| ----- | ---------- | ------ | ----------------------------- | -------- | ----------------------------- | ----------- |
| 01    | 07.12.2006 | Team   | Team Europa                   | 5 - 6    | Team USA                      | 0 - 1       |
| 02    | 07.12.2006 | Dreier | Immonen – Alcaide – Souquet   | 6 - 3    | Archer – Schmidt – Davis      | 1 - 1       |
| 03    | 07.12.2006 | Dreier | Majid – Engert – van den Berg | 2 - 6    | Deuel – – Strickland – Morris | 1 - 2       |
| 04    | 08.12.2006 | Doppel | Immonen – Souquet             | 6 - 2    | Schmidt – Davis               | 2 - 2       |
| 05    | 08.12.2006 | Doppel | Alcaide – Engert              | 1 - 6    | Archer – Deuel                | 2 - 3       |
| 06    | 08.12.2006 | Doppel | van den Berg – Majid          | 6 - 5    | Strickland – Morris           | 3 - 3       |
| 07    | 08.12.2006 | Einzel | Alcaide                       | 7 - 5    | Schmidt                       | 4 - 3       |
| 08    | 08.12.2006 | Einzel | Majid                         | 7 - 2    | Archer                        | 5 - 3       |
| 09    | 08.12.2006 | Einzel | Souquet                       | 7 - 2    | Deuel                         | 6 - 3       |
| 10    | 09.12.2006 | Doppel | van den Berg – Majid          | 3 - 6    | Deuel – Davis                 | 6 - 4       |
| 11    | 09.12.2006 | Doppel | Immonen – Alcaide             | 6 - 4    | Strickland – Morris           | 7 - 4       |
| 12    | 09.12.2006 | Doppel | Souquet – Engert              | 6 - 1    | Archer – Schmidt              | 8 - 4       |
| 13    | 09.12.2006 | Einzel | Immonen                       | 5 - 7    | Morris                        | 8 - 5       |
| 14    | 09.12.2006 | Einzel | Engert                        | 4 - 7    | Strickland                    | 8 - 6       |
| 15    | 09.12.2006 | Einzel | van den Berg                  | 7 - 4    | Davis                         | 9 - 6       |
| 16    | 10.12.2006 | Team   | Team Europa                   | 3 - 6    | Team USA                      | 9 - 7       |
| 17    | 10.12.2006 | Dreier | Majid – Engert – van den Berg | 5 - 6    | Deuel – Strickland – Schmidt  | 9 - 8       |
| 18    | 10.12.2006 | Dreier | Souquet – Immonen – Alcaide   | 1 - 6    | Archer – Morris – Davis       | 9 - 9       |
| 19    | 10.12.2006 | Einzel | Engert                        | 5 - 1    | Schmidt                       | 10 - 9      |
| 20    | 10.12.2006 | Einzel | Majid                         | 2 - 5    | Morris                        | 10 - 10     |
| 21    | 10.12.2006 | Einzel | Souquet                       | 5 - 4    | Archer                        | 11 - 10     |
| 22    | 10.12.2006 | Einzel | van den Berg                  | 5 - 4    | Strickland                    | 12 - 10     |
| 23    | 10.12.2006 | Einzel | Immonen                       | 4 - 5    | Davis                         | 12 - 11     |
| 24    | 10.12.2006 | Einzel | Alcaide                       | 2 - 5    | Deuel                         | 12 - 12     |

Damit verblieb der Mosconi Cup bis zum nächsten Turnier im Dezember 2007 im Besitz des Teams der USA. Der Mosconi Cup 2007 wurde in Las Vegas (USA) ausgetragen.